# Hérard Abraham
Pour les articles homonymes, voir Abraham (patronyme).
Hérard Abraham, né le 28 juillet 1940 à Port-au-Prince et mort le 24 août 2022 à Fermathe est un militaire et homme d'État haïtien, président du Conseil national de gouvernement d'Haïti par intérim du 10 au 13 mars 1990.

## Biographie
S'étant enrôlé très tôt dans l'armée haïtienne, Hérard Abraham s'élève jusqu'au grade de lieutenant-général et devient l'un des membres militaires faisant partie du cercle intime du président Jean-Claude Duvalier. À partir de 1983, il dirige l'académie militaire.
Néanmoins, en 1986, Abraham soutient la révolte contre Duvalier et est nommé peu après secrétaire d'État de l'Intérieur et de la Défense nationale, puis ministre des Affaires étrangères pour la première fois sous le général Henri Namphy de 1987 à 1988. Après la prise du pouvoir par le général Prosper Avril en septembre 1988, Abraham devient commandant en chef de l'armée, avec le grade de major-général.
Le 10 mars 1990, après les manifestations de rue qui forcent le président Avril à s'exiler, Abraham exerce provisoirement le pouvoir comme président du Conseil de gouvernement. Trois jours plus tard, il le remet à Ertha Pascal-Trouillot, désignée présidente de la République à titre provisoire, devenant ainsi le seul chef militaire en Haïti au cours du XXe siècle à abandonner le pouvoir volontairement.
En janvier 1991, Abraham permet d'écraser une tentative de coup d'État de Roger Lafontant. La même année, Abraham prend sa retraite de l'armée et s'installe aux États-Unis, à Miami, en Floride près d'un autre ex-politicien haïtien, Gérard Latortue, qui allait plus tard devenir Premier ministre.
En février 2004, Abraham fait un discours radiodiffusé depuis la Floride appelant le président Jean-Bertrand Aristide à démissionner.
Après l'exil forcé d'Aristide du pays, un nouveau gouvernement est formé. Gérard Latortue devient Premier ministre et invite Abraham à revenir à Haïti pour devenir ministre de l'Intérieur. Il occupe ce poste de mars 2004 jusqu'au 31 janvier 2005, où il est, après un remaniement ministériel, nommé de nouveau ministre des Affaires étrangères, fonction qu'il exerce jusqu'au 9 juin 2006.